# 張舜龍
張 舜龍（チャン・スンヨン、ちょう しゅんりゅう、1255年 - 1297年）は、高麗の宮廷に仕えたウイグル系のムスリムの文官で、荘穆王后の師傅である。忠烈王に降嫁したクビライの娘のクトゥルク＝ケルミシュ（荘穆王后）の「家の子郎党（ゲルン・コウン）」として高麗宮廷に入り、郎将から将軍、宣武将軍・鎮辺管軍総管、大将軍、副同知密直司事、同知密直司事と昇進し、僉議参理在任中に43歳で死去した。
朝鮮の氏族の徳水張氏の始祖である。

## 登場作品
- 奇皇后 〜ふたつの愛 涙の誓い〜（2013年、演：キム・ミョングク（朝鮮語版））